# 葛家岔镇
葛家岔镇，是中华人民共和国甘肃省定西市安定区下辖的一个乡镇级行政单位。

## 行政区划
葛家岔镇下辖以下地区：
葛家岔村、清明村、大营村、贾家湾村、黑营村、康乐村、鹿坪村、南林村、中寨村、黄家湾村和北坪村。